# Kanton Sobernheim
Der Kanton Sobernheim (franz.: Canton de Sobernheim) war einer von zehn Verwaltungseinheiten, in die sich das Arrondissement Simmern im Rhein-Mosel-Departement gliederte. Der Kanton war in den Jahren 1798 bis 1814 Teil der Ersten Französischen Republik (1798–1804) und des Ersten Französischen Kaiserreichs (1804–1814).
Der Kanton war zugleich Friedensgerichtsbezirk. Kantonspräsident war 1808 Charles Neumann, Friedensrichter war Philipp Manz.
Vor der Annexion des Linken Rheinufers im Ersten Koalitionskrieg gehörte der Verwaltungsbezirk des Kantons Sobernheim hauptsächlich zur Grafschaft Sponheim (Ämter Böckelheim und Winterburg), einige Dörfer waren ritterschaftlicher Besitz.
Im Jahre 1814 wurde das Rhein-Mosel-Departement und damit auch der Kanton Sobernheim vorübergehend zunächst Teil des Generalgouvernements Mittelrhein, stand dann unter gemeinsamer österreichisch-bayerischer Verwaltung und kam 1815 aufgrund der auf dem Wiener Kongress getroffenen Vereinbarungen dauerhaft zum Königreich Preußen. Unter der preußischen Verwaltung ging der Kanton Sobernheim im 1816 neu gebildeten Kreis Kreuznach im Regierungsbezirk Koblenz auf.

## Verwaltungsgliederung
Der Kanton Sobernheim gliederte sich in 23 Gemeinden mit 46 Ortschaften, die von drei Mairies verwaltet wurden. Die Gemeinden Brauweiler, Schwarzerden, Seesbach, Simmern unter Dhaun und Weitersborn gehörten zwar zur Sobernheimer Mairie Monzingen, waren aber ansonsten dem Kanton Kirn zugeordnet. Im Jahr 1808 lebten im Kanton insgesamt 7952 Einwohner. In annähernd allen Gemeinden gab es einen Lehrer.

### Mairie Monzingen
Zur Mairie Monzingen gehörten zwölf Gemeinden mit insgesamt 3202 Einwohnern; 570 Häuser; Fläche 3536 Hektar, davon 832 Hektar Ackerland, 91 Hektar Weinberge und 1873 Hektar Wald; Bürgermeister (Maire): Adam W. Karsch (1808, 1812), Charles-Théodore Brunn (1813).
Gemeinden:
- Auen
- Brauweiler, Dorf mit 13 Häusern und 64 Einwohnern, gehörte aber zum Kanton Kirn
- Horbach
- Langenthal
- Martinstein
- Monzingen, Städtchen mit 154 Häusern
- Nußbaum
- Schwarzerden, Dorf mit 42 Häusern und 201 Einwohnern, gehörte zum Kanton Kirn
- Seesbach, Dorf mit 61 Häusern und 423 Einwohnern, gehörte ansonsten zum Kanton Kirn
- Simmern unter Dhaun, heute Simmertal, Dorf mit 62 Häusern und 398 Einwohnern, ebenfalls zum Kanton Kirn gehörend
- Weiler
- Weitersborn, Dorf mit 23 Häusern und 165 Einwohnern, gehörte zum Kanton Kirn

### Mairie Sobernheim
Zur Mairie Sobernheim gehörten sieben Gemeinden mit insgesamt 4063 Einwohnern, die in 655 Häusern wohnten; Fläche: 4243 Hektar, davon 2580 Hektar Waldungen und 1024 Hektar Ackerland; Bürgermeister (Maire): Förtig (1808), A. J. Thesmar (1812, 1813).
Gemeinden:
- Bockenau
- Boos
- Oberstreit
- Sobernheim, Städtchen mit 239 Häusern
- Sponheim, Marktflecken mit 75 Häusern
- Thalböckelheim, heute Schloßböckelheim
- Waldböckelheim

### Mairie Winterburg
Zur Mairie Winterburg gehörten zwölf Ortschaften in neun Gemeinden mit insgesamt 1938 Einwohnern; 350 Häuser; Fläche: 3676 Hektar, davon 3010 Hektar Waldungen und 414 Hektar Ackerland; Bürgermeister: Schmitt (1808), George-André Jäger (1811, 1813).
Gemeinden:
- Burgsponheim (Burg-Sponheim)
- Daubach
- Eckweiler, heute Wüstung
- Gebroth (Geberoth)
- Ippenschied
- Pferdsfeld, heute Wüstung
- Rehbach
- Winterbach
- Winterburg, 45 Häuser